# خیابان پنجاه و چهارم (منهتن)
خیابان پنجاه و چهارم (انگلیسی: 54th Street) یک خیابان یک‌طرفه در نیویورک، آمریکا است.
این خیابان که به صورت شرق به غرب در منطقه میدتاون منهتن قرار دارد دارای ۳٫۲ کیلومتر طول است.

## نگارخانه

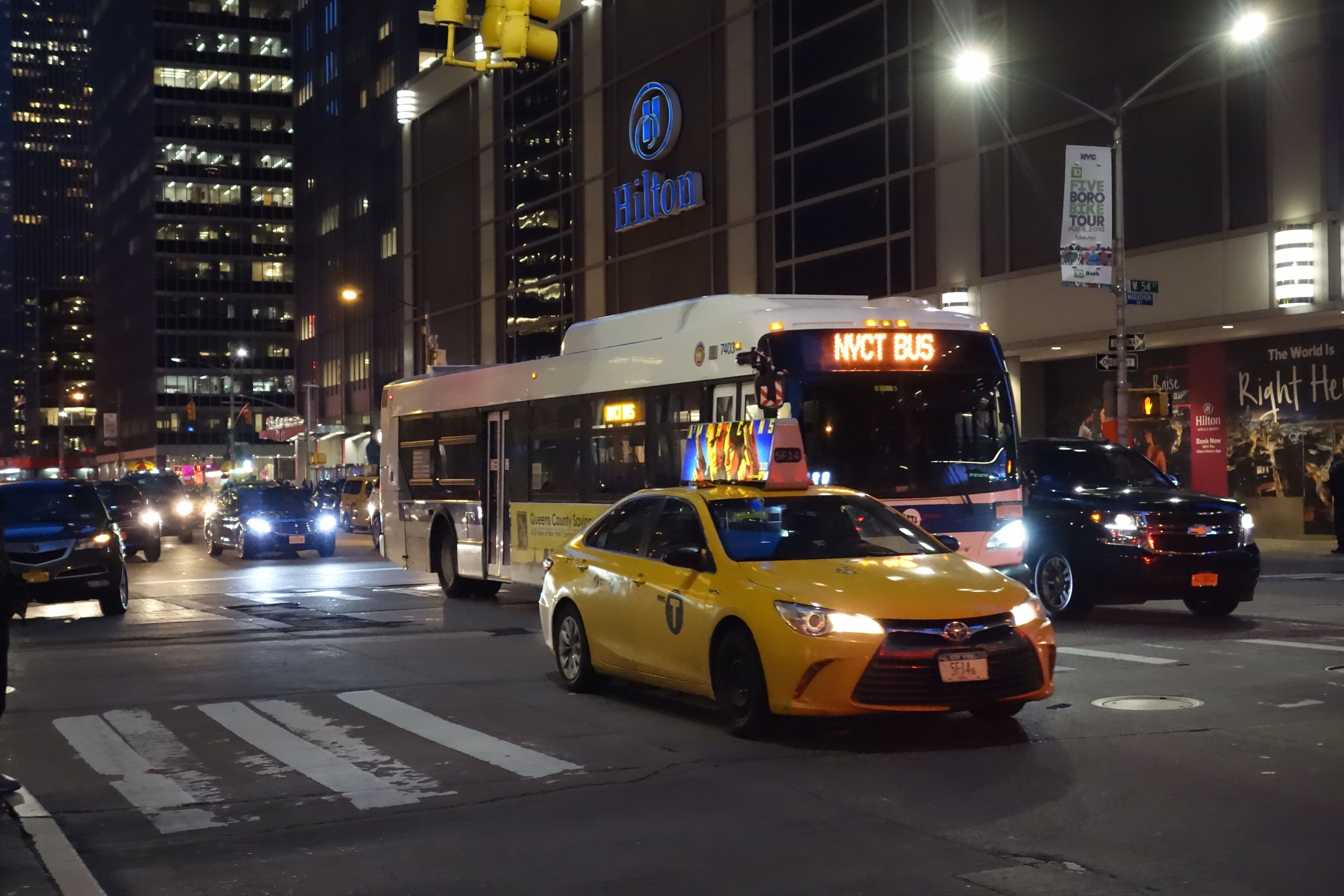
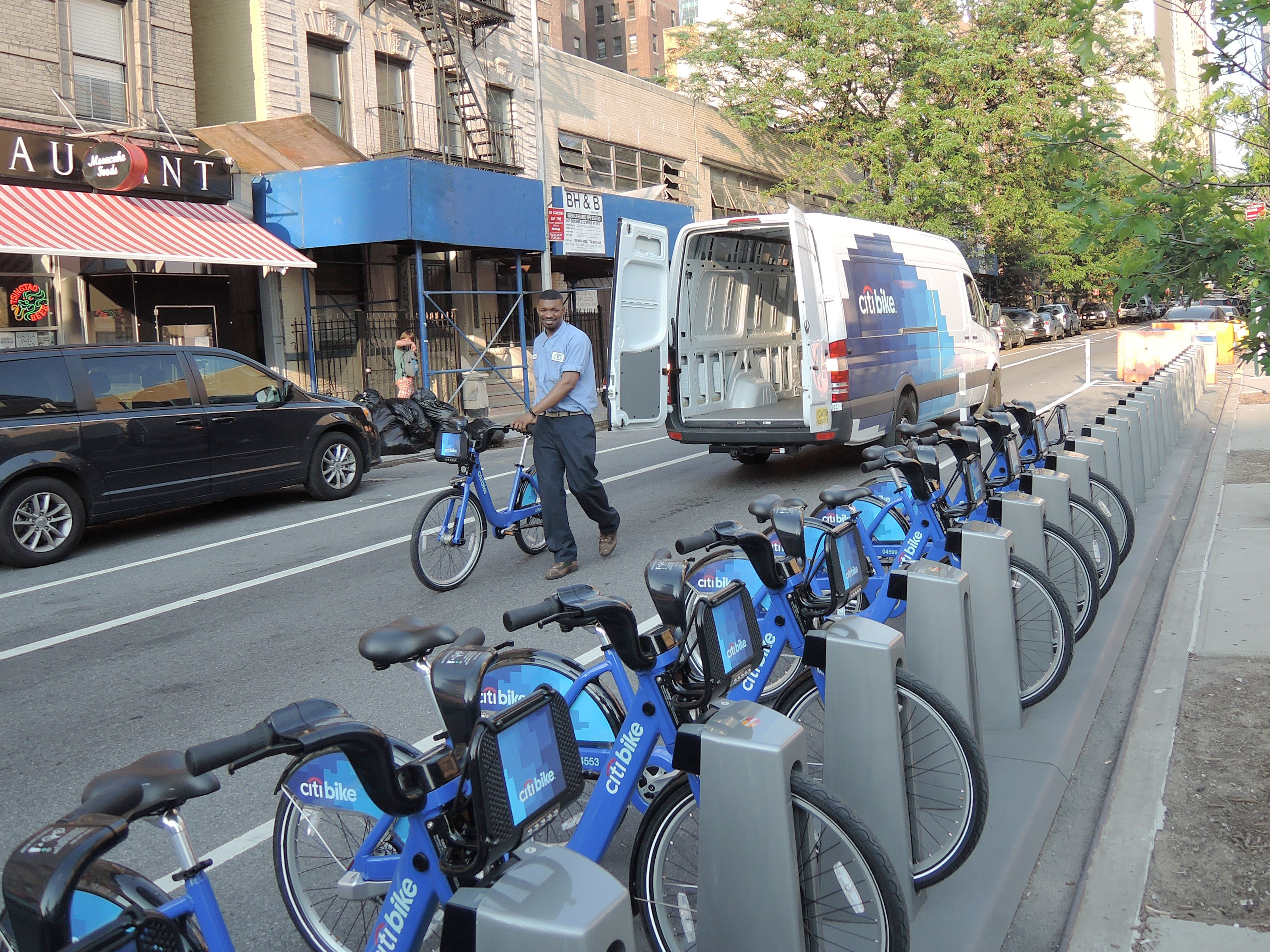
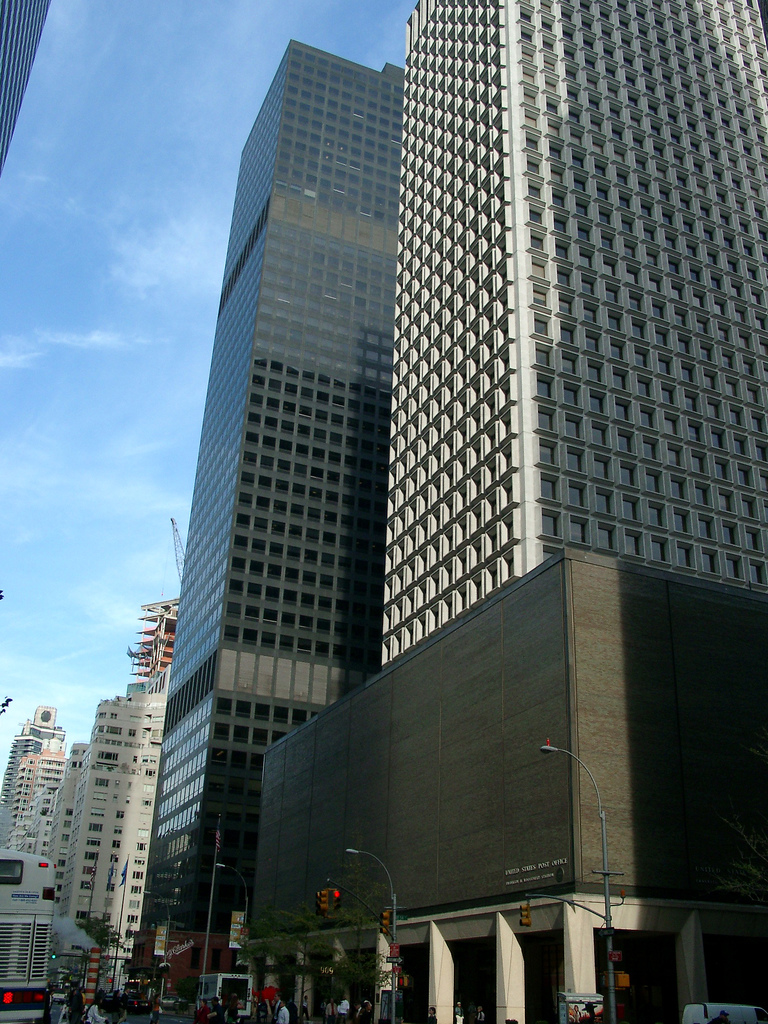
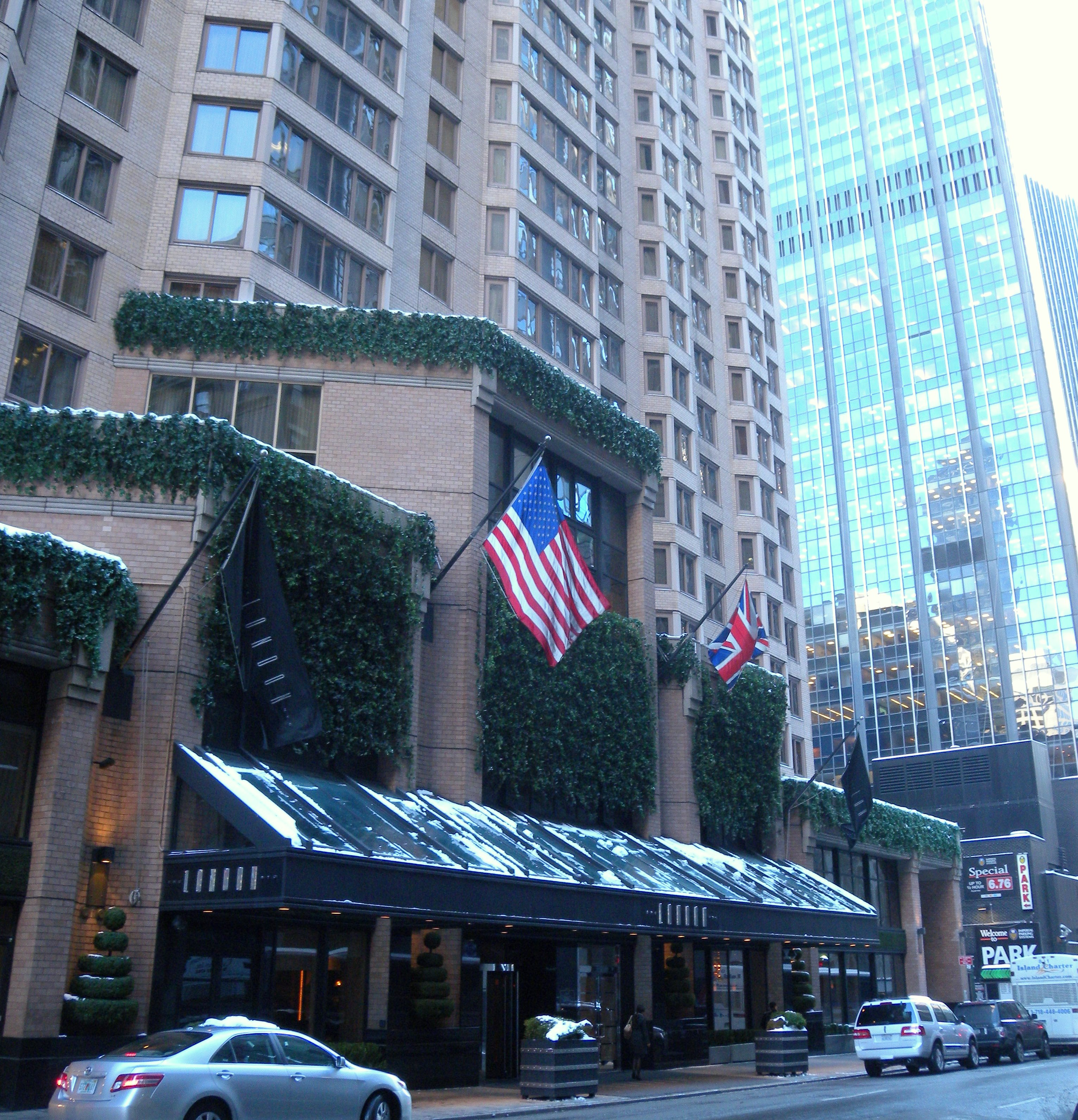